# Pangasius nieuwenhuisii
Pangasius nieuwenhuisii ist eine Fischart aus der Gattung Pangasius innerhalb der Familie der Haiwelse. Die Art ist nur durch den Holotyp bekannt, also durch das Individuum, das zur Erstbeschreibung diente. Dieses stammt aus dem Mahakam-Fluss auf Borneo.

## Merkmale
Die Art weist ein zentrales Band aus Zähnen am Gaumenbein auf, eine vergrößerte Drüse am Humerus und einen langen Humerus-Fortsatz. Von der sehr ähnlichen Art Pangasius humeralis unterscheidet sie sich durch das kleinere, weiter vorne sitzende Auge, das kürzere Zahnband und die etwa doppelt so große Fettflosse. Die Flossen sind dunkel. Das Typusexemplar hatte eine Länge von 40 cm, 19 Strahlen am ersten Bogen der Kiemenreuse und eine Afterflosse mit wahrscheinlich 31 Weichstrahlen. Sein Magen enthielt mehrere harte Pflanzensamen.